# 石油儲量
石油儲量（英語：Oil reserves）是指根據石油當前的市場價格，讓開採在經濟上屬於有利可圖的蘊藏數量。因此所談的“儲量”會隨著市場價格而波動，石油儲量和石油資源並不相同，石油資源所包含的是地球所有的石油蘊藏，不論開採成本如何。儲量可指屬於一口油井、一個儲層、一個油田、一個國家、或是整個世界的蘊藏數量。根據不同的確定性，會有不同的石油儲量分類。
一個石油儲層中的估計石油總量，會包括可開採油和無法開採油，兩者合稱石油地質儲量。但受到儲層特性和開採石油技術的限制，儲層中的石油只有部分能被開採，也只有這部分可被稱為儲量，儲量佔儲層中的石油總量的比率，被稱為可採收係數（recovery factor）。確定特定油田的採收率由開採作業所決定，而作業包括使用的技術，以及技術的先進程度。
根據石油輸出國組織（OPEC）在2013年初的數據，擁有最高探明石油儲量（包括非常規石油儲量）的國家是委內瑞拉（佔全球儲量20%）、沙烏地阿拉伯（佔18%）、加拿大（佔13%）、和伊朗 (佔9%)。
由於無法可直接檢查地表之下的地質，因此必須使用間接技術（參見地球物理探勘）來估計資源的規模和可採性。雖然有新技術（參見震波反射法）可提高探測的準確性，但仍然存有很大的不確定性。一般來說，大多數最早的儲量估計均屬保守，隨著時間的推移而儲量會增加，這種現象稱為儲量增長（reserves growth）。
許多產油國不透露其儲層特性的數據，而僅提供未經審計的石油儲量聲明。有些國家所披露的數字或有出於政治原因而有操弄的嫌疑。

## 儲量分類

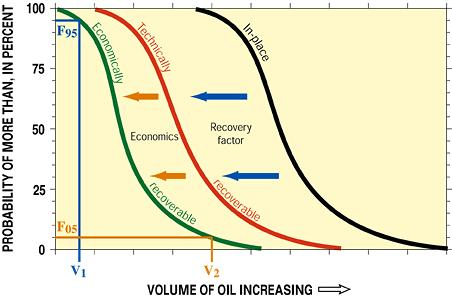
顯示石油儲量以及開採可能性示意圖。曲線代表受評估的石油分類。開採至少V1部分，有95%的可能性（F95）具有經濟利益，開採至少V2部分，有5%的可能性（F05）具有經濟利益。

所有儲量估計都會有不確定性，取決於使用的地質和工程數據的可靠度，以及對數據的解讀能力。根據不確定性的相對程度，儲量用兩種類別表示：“探明”（證實）和“未探明”（未證實）。未探明儲量可再進一步分為兩種子類別：“較有可能（probable）”和“或有可能（possible）”，用以顯示其存在的相對不確定性程度。被普遍接受的定義是石油工程師協會 (SPE)，以及世界石油理事會 (WPC) 在1997年所制定者。

### 探明儲量
所謂探明儲量是指那些聲稱在現有經濟和政治條件下，利用現有技術有合理確定性（通常至少90%置信度）可採得的儲量。行業專家將這種儲量稱為“P90”（即有90%可採得的確定性)。探明儲量在業內也被稱為“1P”。
探明儲量可再進一步細分為“探明已開採”（PD）和“已探明未開採”（PUD）。

PD儲量是可從現有油井和穿孔而開採的石油，或需要最少投資從額外儲層中所開採者。對於PUD儲量，需要額外的資本投資（例如鑽掘新井）才能將石油抽到地表。
迄2009年12月，美國證券交易委員會（SEC）只允許石油公司向投資者揭露“1P”（已探明）儲量。在美國證券交易所上市的公司必須對其聲明核實，但許多政府和國家石油公司並未對它們的聲稱提供核實的資料。從2010年1月開始，SEC允許上市石油公司提供額外的選項信息（2P（已探明加上較有可能）和3P（已探明加上或有可能）），前提是需經過合格的第三方顧問做驗證，但許多公司選擇僅把2P和3P資料作內部資料之用。

### 未探明儲量

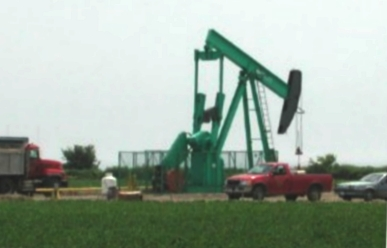
位於加拿大的一口油井，這口油井有世界第三高的儲量。

未探明儲量與探明儲量所針對的地質和/或工程數據，採用相同的估計方法，但結果因有技術、合同、或是監管上的不確定性，而無法歸類為探明儲量。石油公司和政府內部可能會把未探明儲量用於未來規劃目的，但不會定期處理。未探明儲量被細分為“較有可能”和“或有可能”兩種。
較有可能儲量是已知儲量，並具有50%置信水平的成功開採率。行業專家將其稱為“P50”（即有50%的開採確定性）。探明儲量與較有可能儲量兩者加總，在行業中也被稱為“2P”。
或有可能儲量是已知儲量，但開採可能性小於或有可能儲量。這個名詞通常用於具有至少10%置信水平的成功開採率（“P10”）。有這種分類的原因包括對地質的不同解讀、儲量不具有商業開採的價值、不確定是否由填充（從鄰近區域滲入）所造成、以及根據未來採收技術的預計儲量。行業把已探明、較有可能、和或有可能儲量三者的總和稱為“3P”。

### 俄羅斯儲量類別
俄羅斯的石油儲量分類為A、B和C1，大致對應於探明且正在生產者、探明但尚未生產者、已證明不能生產者；名稱ABC1則對應於探明儲量。俄羅斯的C2分類包括較有可能儲量和或有可能儲量。

### 戰略石油儲量
許多國家為經濟以及國家安全的理由，會維持由政府控制的石油儲量。根據美國能源信息署的數據，全球大約有41億桶（6.5億立方米）戰備儲油，其中14億桶由政府所控制，這些戰備儲油通常不列入一國的石油儲量之中。

## 估計技術

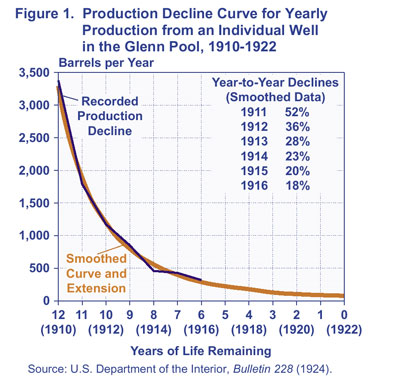
舉例，一口油井的生產下降曲線圖

地下儲層中的石油蘊藏量稱為石油地質儲量 (OIP)。儲層中的石油只有一部分可被採收，可採收的部分佔儲量的比率稱為採收率（參見開採石油英文版#Recovery rates）。可採收的部分才被當作是儲量，不可採收的部分在有方法可採收之前，不被計算在儲量之內。

### 體積法
體積法利用儲層的體積以及岩石和流體的物理特性來判斷石油儲量。然後使用具有類似特徵的油田的可採收係數當作假設，石油地質儲量乘上可採收係數後即得到儲量。目前世界各地油田的可採收係數通常在10%到60%之間；有些超過80%。差異巨大的主因是不同礦床的流體和儲層的多樣性。
這種估計方法在儲層生命週期最初時，以及大量生產之前最有用。

### 材料平衡法
油田材料平衡法使用一個公式，公式把油藏的油、水、和氣體的體積與儲層壓力的變化加以聯繫，計算出剩餘儲油還有多少。這種估計方法的假設是液體從儲層開採出來後，壓力會受到儲層遺留下來的油和氣的影響而發生變化。這種方法需要進行廣泛的壓力-體積-溫度分析和準確的現場壓力紀錄。除非可從具有相似岩石和流體特性的地點引用可靠的壓力資料，這種方法需要經過一些開採之後才能開始估計（通常是開採5%到10%的數量之後）。

### 下降曲線法

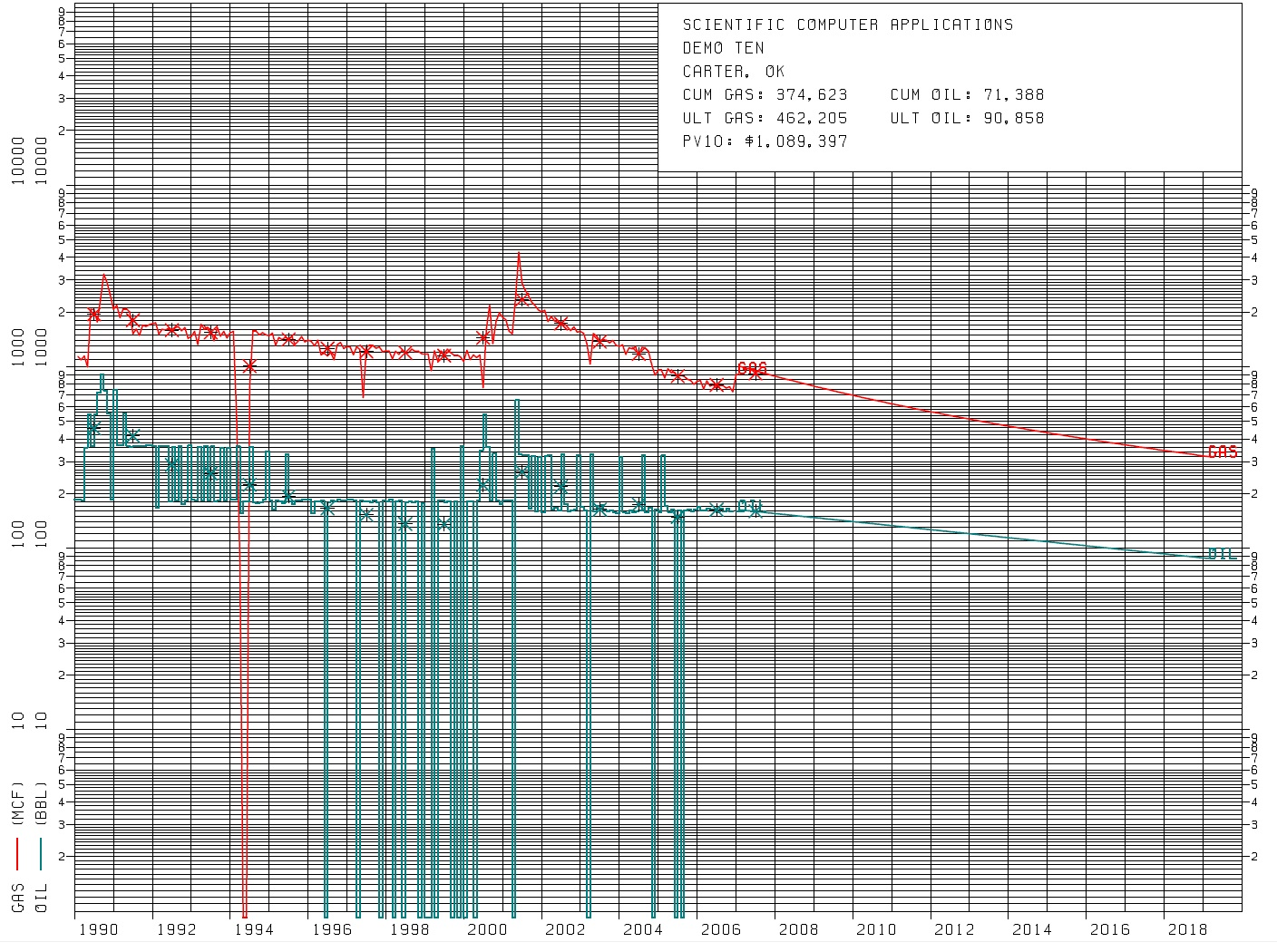
利用石油經濟學相關的下降曲線分析電腦程式，所描繪的石油儲層中石油和天然氣耗損的情況。

下降曲線法利用產量數據，模擬遞減曲線以估計未來石油產量。下降曲線法中最常見的三種形式是指數型、雙曲線型、和諧波型。假設石油產量會依相當平滑的曲線遞減，因此要把油井封井和生產限制列入假設中。曲線可用數學方法表達或是用繪圖方式以估計未來產量。這種方法會把所有儲層特徵包括（隱含）在內。但這種估計法需要足夠的歷史資料以建立出統計上明顯的趨勢，最好是生產未受監管或其他人為條件的影響。

## 儲量增長
經驗顯示人們對新發現油田儲量的初步估計通常會過低。隨著時間推移，根據油田的實際採收率做持續估計後，儲量通常會增加。儲量增長指的是在油田開發和生產之後，估計實際採收數量的增加。

## 各國石油儲量列表
石油桶（Oil barrel，簡寫為bbl）。關於儲量/生產比，委內瑞拉的示例計算是:
{\displaystyle (296.5\times 1000)/(2.1\times 365)=386.8}

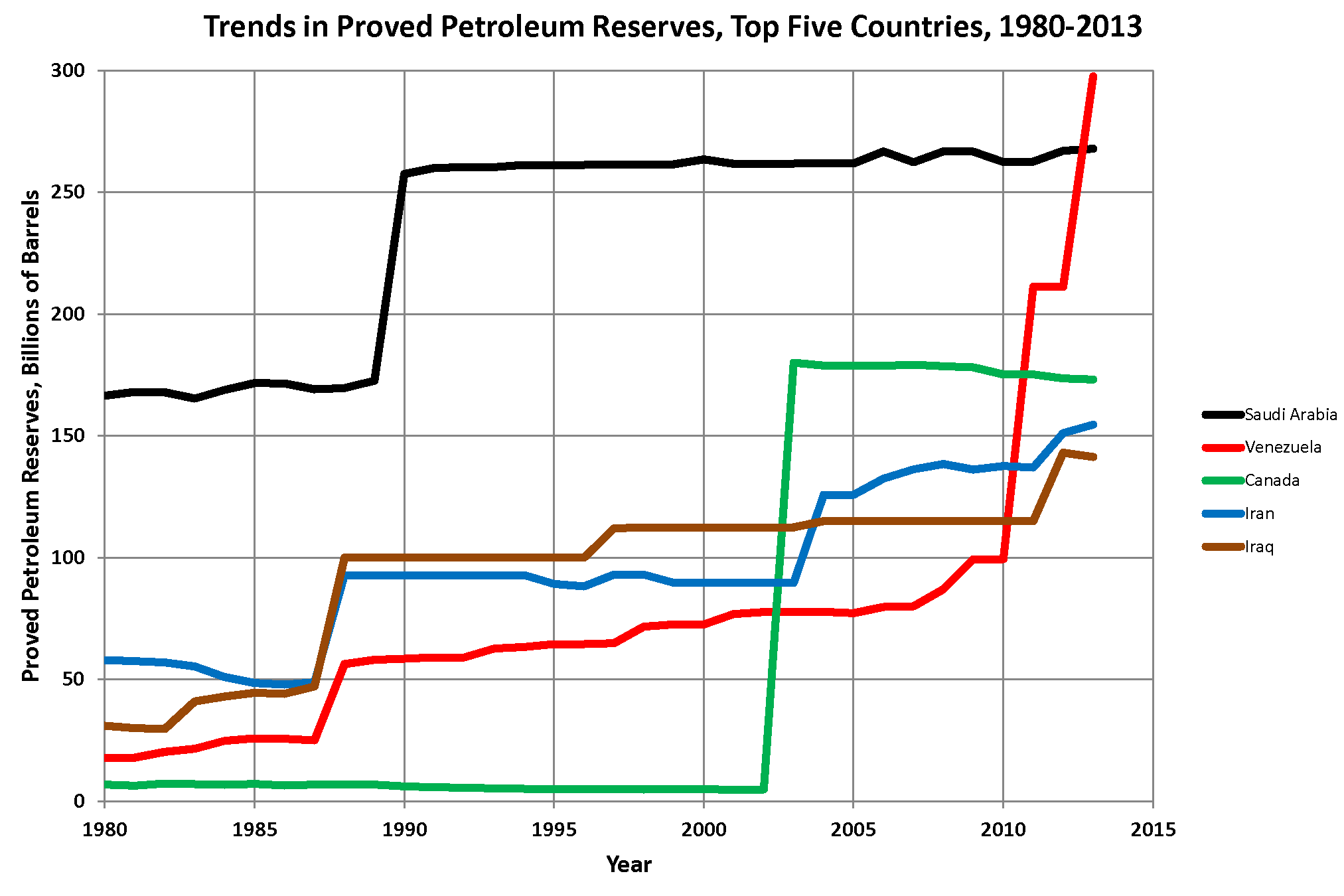
世界五大國家探明石油儲量趨勢圖（1980到2013年）。質料來源：美國能源資訊管理局。
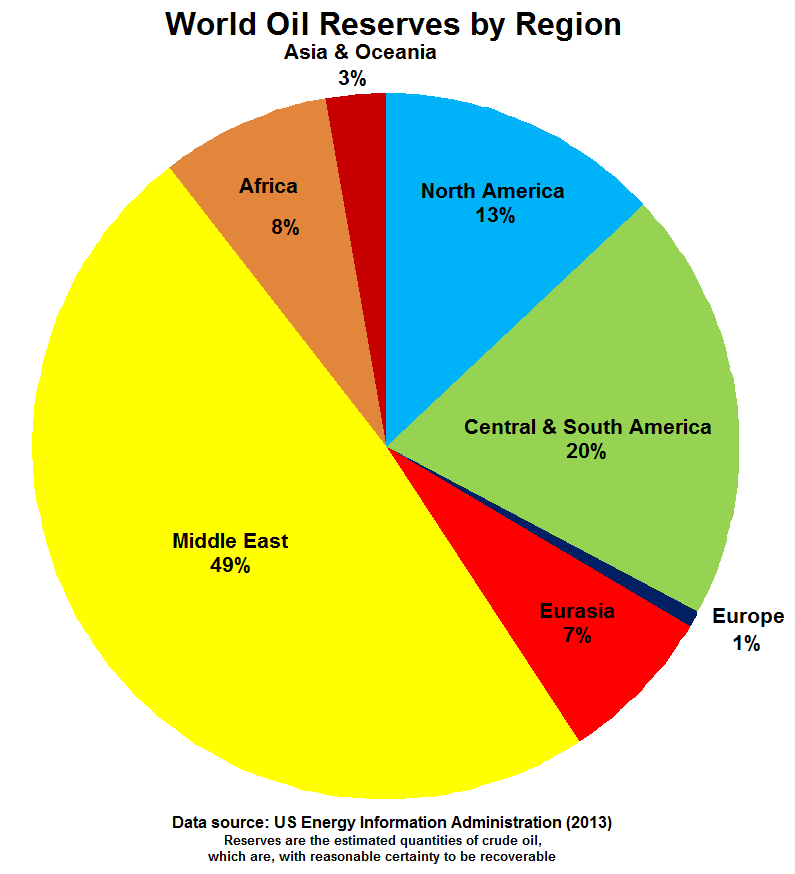
世界石油儲量的大部分均在中東。
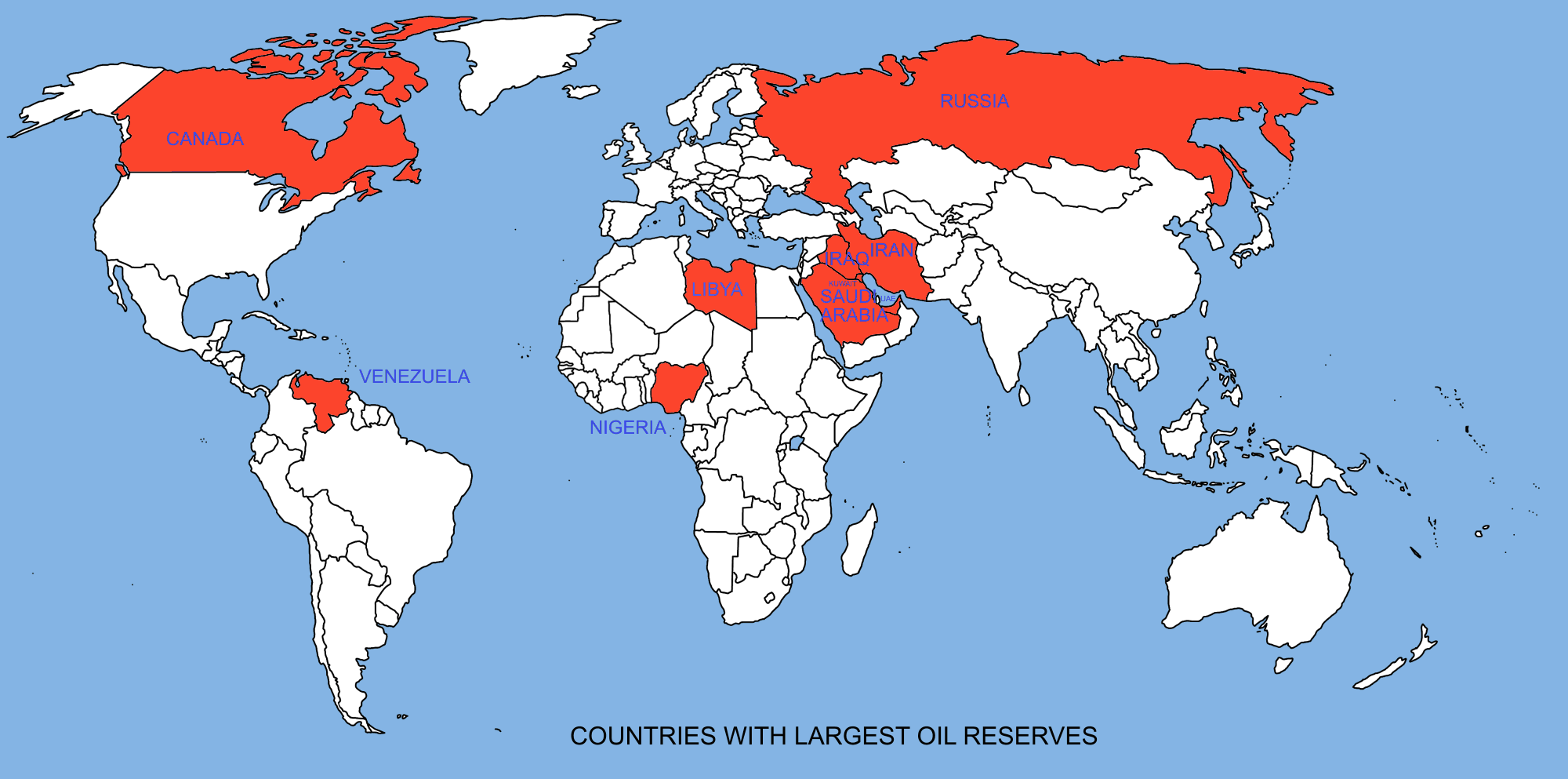
世界石油儲量排名前十大國家。

| —                                                 | 國家                     | 儲量 109 石油桶 | 儲量 109 m3 | 產量 106 石油桶/天 | 產量 103 m3/天 | 儲量/ 產量比1 年 |
| ------------------------------------------------- | ------------------------ | --------------- | ----------- | ------------------ | -------------- | ---------------- |
| 1                                                 | 委內瑞拉石油儲量         | 302.81          | 48.143      | 2.1                | 330            | 387              |
| 2                                                 | 沙烏地阿拉伯石油儲量     | 267.03          | 42.454      | 8.9                | 1,410          | 82               |
| 3                                                 | 加拿大石油儲量           | 175.00          | 27.823      | 2.7                | 430            | 178              |
| 4                                                 | 伊朗石油儲量             | 155.60          | 24.738      | 4.1                | 650            | 101              |
| 5                                                 | 伊拉克石油儲量           | 145.02          | 23.056      | 3.4                | 540            | 115              |
| 6                                                 | 科威特石油儲量           | 101.50          | 16.137      | 2.3                | 370            | 27               |
| 7                                                 | 阿拉伯聯合大公國石油儲量 | 97.80           | 15.549      | 2.4                | 380            | 18               |
| 8                                                 | Russia                   | 80.00           | 12.719      | 10.0               | 1,590          | 15               |
| 9                                                 | 利比亞石油儲量           | 48.36           | 7.689       | 1.7                | 270            | 76               |
| 10                                                | 奈及利亞石油儲量         | 36.97           | 5.878       | 2.5                | 400            | 41               |
| 11                                                | 哈薩克斯坦               | 30.00           | 4.770       | 1.5                | 240            | 55               |
| 12                                                | 卡達                     | 25.41           | 4.040       | 1.1                | 170            | 62               |
| 13                                                | 中華人民共和國           | 25.40           | 4.038       | 4.1                | 650            | 17               |
| 14                                                | 美國石油儲量             | 25.00           | 3.975       | 7.0                | 1,110          | 10               |
| 15                                                | 安哥拉                   | 8.16            | 1.297       | 1.9                | 300            | 19               |
| 16                                                | 阿爾及利亞               | 12.20           | 1.940       | 1.7                | 270            | 15               |
| 17                                                | 巴西                     | 13.20           | 2.099       | 2.1                | 330            | 17               |
|                                                   | 世界前17大儲量國總和     | 1,540.43        | 244.909     | 59.5               | 9,460          | 71               |
| 附註: 1 各年儲量/ 產量比由上述儲量/生產量計算而得 |                          |                 |             |                    |                |                  |

估計從1850年到21世紀之初，世界石油儲量中已有1,000到1,350億噸（相當於1,330到1,800億立方米（m3））已被耗用。

## 石油輸出國組織國家

OPEC會員國家

OPEC會員國自1980年代開始根據各國儲量水準設定生產配額以來，許多會員國的儲量報告有顯著的增加。但這些估計，因為不具備經過符合標準的外部檢驗報告，其可靠性存有疑問。

OPEC會員國石油儲量（1980到2005年）

OPEC的總儲量突然往上修訂，增加近3,000億桶，引起很多爭論。
部分的解釋是有些儲量所有權從國際石油公司轉移而來，其中有些當初是因為根據SEC規定，不得不用保守的方式報告儲量。
其實最突出的理由是因為OPEC規則變化，各國的生產配額必須要（部分）根據儲量而定。實際的情況是這些官方數據的修訂幾乎沒與新發現的儲量有關。
許多OPEC國家的總儲量在1990年代幾乎沒有變化。例如科威特的官方儲量在1991年至2002年期間維持不變，為965億桶(15.34 ×109立方米)（包括在沙烏地阿拉伯-科威特中立區分配的部分），但科威特在同期已經開採超過8億桶(1.3×109立方米) ，並且在此期間沒有任何重要的儲量被發現。沙烏地阿拉伯的情況也很驚人，其探明儲量在過去18年中估計為2,600至2,640億桶 (4.20×1010立方米) ，變化小於2%，但在此期間已開採約600億桶（9.5×109立方米）。沙烏地阿拉伯石油公司前勘探和生產主管Sadad al-Huseini估計，全球12,000億桶（190x109立方米）的探明儲量中，有3,000億桶（48x109立方米）應重新歸類為投機資源，但他沒有具體說明是哪些國家把自己的儲量誇大。
伊朗國家石油公司前高級專家Ali Samsam Bakhtiari博士估計，伊朗、伊拉克、科威特、沙烏地阿拉伯、和阿拉伯聯合大公國總共把它們的儲量膨脹3,200到3,900億桶，並表示，“至於伊朗，官方提出的1,320億桶（2.10×1010立方米）比任何務實的分析幾乎都超過1,000億桶。” 由能源專業機構Energy Intelligence出版的刊物《石油情報週刊》報導稱科威特官方機密文件估計自己國家的儲量僅為480億桶（7.6x109立方米），其中一半為探明儲量，一半為或有可能儲量。而前述兩者的總和僅為官方所公布的探明儲量的一半。
OPEC在2011年7月發布的年度統計審查，顯示委內瑞拉的儲量大於沙烏地阿拉伯的儲量。
根據OPEC官方網頁顯示，整個組織會員國在2018年的石油探明儲量（11,898億桶），佔全世界探明儲量的79.4%.OPEC的探明儲量中有64.5%位於中東地區。委內瑞拉的儲量佔OPCE會員國的25.5%（3,028.1億桶），沙烏地阿拉伯的為22.4%（2,670.3億桶）。

## 外部連結
- OPEC Annual Statistical Bulletin （页面存档备份，存于）
- Energy Supply page on the Global Education Project web site （页面存档备份，存于）, including many charts and graphs on the world's energy supply and use

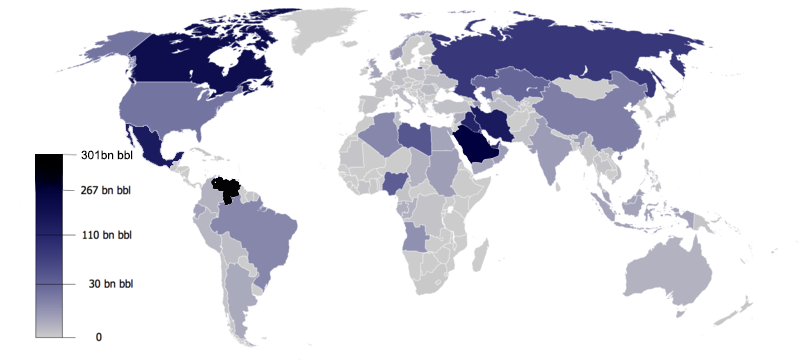
世界石油儲量圖（2013年）。

- Oil reserves (most recent) by country （页面存档备份，存于）
- Statistical Review of World Energy （页面存档备份，存于） BP Statistical Review of Energy 2013